# Vladislav Lučić
Vladislav Lučić (srpski: Лучић Владислав ) (Beograd, 7. kolovoza 1941.),  umirovljeni je srbijanski košarkaški trener. Vodio je muške i ženske košarkaške sastave. Jedini je trener koji je vodio oba sastava Partizana i Crvene zvezde.
Osvojio je dva prvenstva SiCG. Bilo je to s beogradskom Crvenom zvezdom 1992./93. i 1993./94. godine te Kup Srbije i Crne Gore 1998./99. Vodio je Njemačku na europskom prvenstvu 1995. i 1997. godine.